# قوردلار (بردع)
قوردلار (به لاتین: Qurdlar) یک منطقه مسکونی در جمهوری آذربایجان است که در شهرستان بردع واقع شده است. قوردلار ۲۹۶ نفر جمعیت دارد.